# Air Umban
Air Umban is een bestuurslaag in het regentschap Bengkulu Selatan van de provincie Bengkulu, Indonesië. Air Umban telt 879 inwoners (volkstelling 2010).